# Gesten
Gesten er en by i Sydjylland med 865 indbyggere  (2024), beliggende 21 km vest for Kolding, 36 km sydøst for Grindsted og 8 km nordøst for Vejen. Byen hører til Vejen Kommune og ligger i Region Syddanmark.
Gesten hører til Gesten Sogn. Gesten Kirke ligger i den gamle kirkelandsby Vester Gesten, som omkring 1920 voksede sammen med landsbyen Øster Gesten langs den gamle landevej, den nuværende hovedgade.

## Faciliteter
Gesten Skole fra 1912 har fået tilbygninger i 1960'erne, 1970'erne og 1980'erne. Den seneste om- og tilbygning fik den i 2014, hvorefter den har huset både skole, SFO og børnehave under navnet Gesten Børnecenter. Skoledelen har 102 elever, fordelt på 0.-6. klassetrin, SFO'en har plads til 70 børn og der er 37 børn i børnehavens to grupper. Børnecentret har 33 ansatte.
Gesten Fritidscenter blev indviet i 1982 og har nu også et udendørs fitnessområde. Pga. dårlig økonomi har Vejen Idrætscenter overtaget driften 1. oktober 2017. Hallen benyttes af Gesten Badmintonklub og af Gesten Idrætsforening (GIF), der tilbyder gymnastik og fodbold og arrangerer motionsløb ved den årlige byfest.
Gesten Forsamlingshus har stor sal med scene, lille sal og gammel lille sal. De tre rum er adskilt med foldedøre og kan bruges som ét rum på 260 m² og plads til 200 personer. Forsamlingshuset arrangerer månedlig fællesspisning.
Gesten har en købmandsforretning, men Gesten Kro lukkede i slutningen af maj 2018 efter at en forpagter havde drevet den i 3 år.

## Historie

### Landsbyerne
I 1904 beskrives Gesten således: "Vester-Gjesten (1191 og 1329: Gæsten, c. 1340: Gestæn) med Kirke, Præstegd., Skole, Missionshus (opf. 1888), Mølle, Andelsmejeri (Kronborg) og Maskinfabrik; Øster-Gjesten med Skole, Apotek (opr. 1903), Lægebolig, Dyrlægebolig, Forsamlingshus (opf. 1879), Sparekasse (opr. 1879...Antal af Konti 452) og Telefonst." Missionshuset Zoar findes stadig, men navnet er fjernet.

### Stationsbyen
Gesten fik station på Troldhede-Kolding-Vejen Jernbane (1917-68) og var banens knudepunkt, idet sidebanen Gesten-Vejen, der blev nedlagt i 1951, her grenede fra hovedstrækningen Troldhede-Kolding. Gesten Station blev anlagt mellem de to gamle landsbyer, og et nyt stationskvarter var med til at binde dem sammen til én by. Stationsbygningen er bevaret på Stadion Alle 20. Tranestien er anlagt på 1½ km af banens tracé mellem Gesten Kærvej og Stilundvej forbi stationen.
Nye parcelhuskvarterer opstod navnlig i 1970'erne.